# Carlos Slim Helú

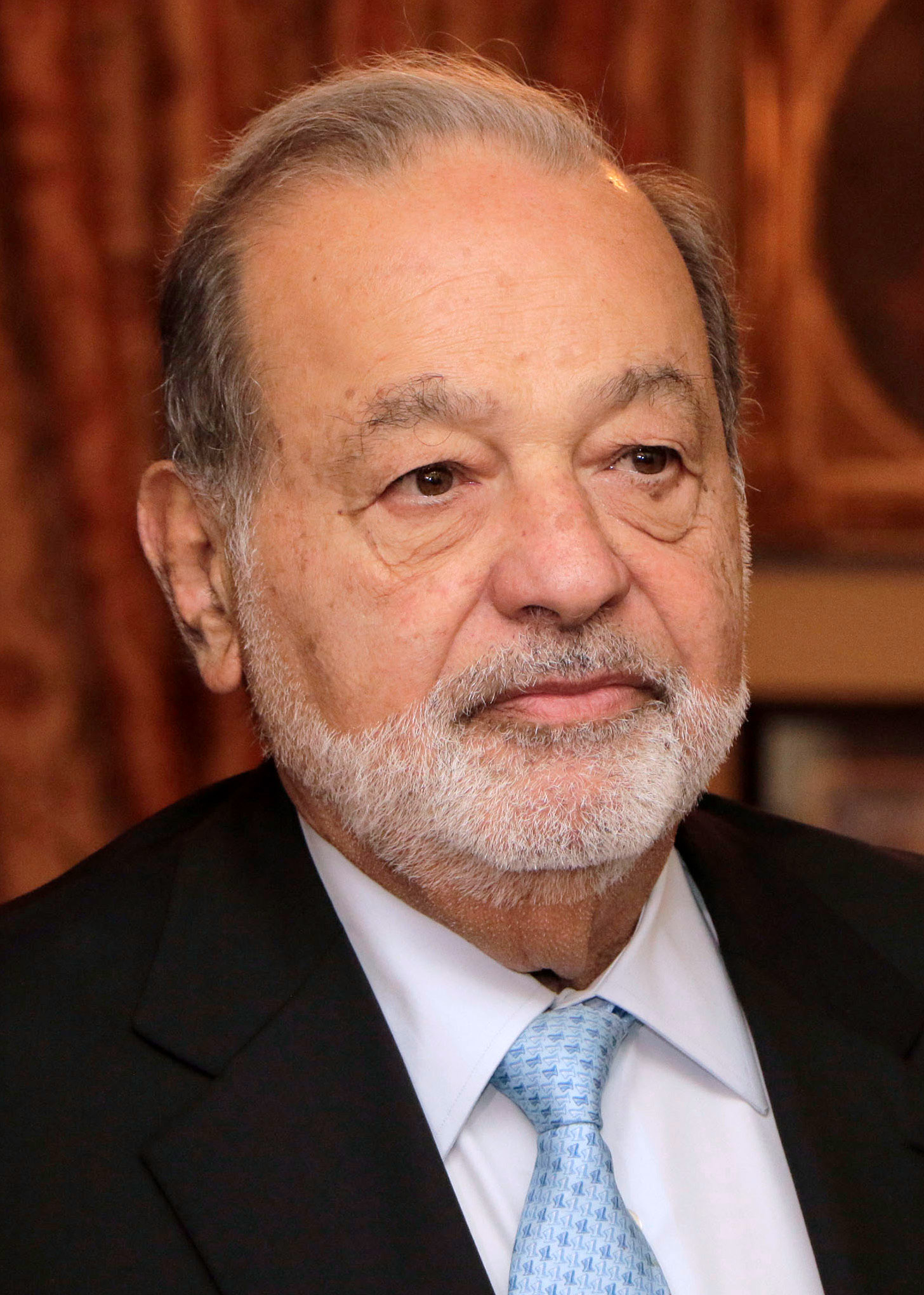
Carlos Slim Helú (2018)

Carlos Slim Helú (* 28. Januar 1940 in Mexiko-Stadt) ist ein mexikanischer Unternehmer der Telekommunikationsbranche (unter anderem Telmex und América Móvil). Nach Schätzungen des mexikanischen Finanzmagazins Sentido Común verfügte er 2007 über ein Vermögen von 67,8 Mrd. US-Dollar und war damit der reichste Mensch der Welt. Ende August 2014 betrug sein Vermögen ca. 82,9 Mrd. US-Dollar.
Auf der Forbes-Liste 2024 wird sein Vermögen mit ca. 102 Milliarden US-Dollar angegeben. Damit belegte er Platz 14 auf der Liste der reichsten Menschen der Welt. Laut Forbes ist er außerdem der reichste Mann Mexikos.

## Familie
Sein Vater Khalil Salim Haddad Aglamaz war ein maronitischer Christ aus Jezzine 70 km südlich von Beirut im Libanon, der 1902 als 14-jähriger Jugendlicher nach Mexiko floh und sich in seiner neuen Heimat Julián Slim Haddad nannte. Mit seinen zwei älteren Brüdern ging er im Hafen von Tampico an Land und ließ sich in Mexiko-Stadt nieder. Dort eröffnete Julián Slim Haddad 1911 einen Laden namens La Estrella del Oriente (dt. Der Stern des Orients) und machte ein kleines Vermögen, das er nutzte, um Immobilien in Mexiko-Stadt zu erwerben. Die Immobilien waren während der Revolution von Pancho Villa zu niedrigen Preisen zu kaufen und erwiesen sich als gute Investition.
Julián Slim Haddad heiratete Linda Helú, die Tochter einer anderen reichen libanesischen Händlerfamilie, und hatte mit ihr sechs Kinder, unter denen Carlos Slim Helú das fünfte war. Carlos Slim Helú bezeichnet seinen Vater, in dessen Geschäft er seit seinem achten Lebensjahr mithalf, als seinen wichtigsten Lehrer in Management, Absatz und Finanzierung. Julián Slim Haddad starb 1952 und hinterließ seiner Familie sein Vermögen, das Carlos Slim Helú als Grundlage für seine Karriere als Investor nutzte.
Carlos Slim Helú war mit Soumaya Domit verheiratet, die 1999 verstarb. Aus der Ehe gingen drei Söhne hervor, die heute im Tagesgeschäft von Slims Unternehmensgruppe bedeutende Rollen einnehmen.

## Ausbildung
Carlos Slim Helú studierte an der Universidad Nacional Autónoma de México (UNAM) Bauingenieurwesen und schloss das Studium 1961 als Ingenieur ab. Bereits vor seinem Abschluss unterrichtete er an der UNAM Algebra und Lineare Optimierung. Er hat darüber hinaus Vorträge und Seminare an öffentlichen und privaten Organisationen gegeben, darunter in Einrichtungen der Comisión Económica para América Latina y el Caribe (CEPAL).

## Firmenimperium
Seit den 1980er Jahren baute Slim sein Firmenimperium Grupo Carso auf. Unter anderem erwarb er eine Tabakladenkette, die Apotheken-, Restaurant- und Geschenkartikelladenkette Sanborns, den mexikanischen Teil der US-Einzelhandelskette Sears und Condumex, einen Hersteller von Autoteilen. Daneben knüpfte er wichtige Verbindungen im politischen Leben Mexikos.
Als Präsident Carlos Salinas 1990 die staatliche Telefongesellschaft Telmex privatisierte, erhielt ein von Slim geführtes Konsortium (unter Einbeziehung von SBC Communications und France Télécom) den Zuschlag und zahlte mit umgerechnet 1,8 Mrd. US-Dollar einen sehr günstigen Preis. Der Wert des Unternehmens wurde auf etwa 10 bis 12 Mrd. US-Dollar taxiert. Die Telefonkosten stiegen danach in Mexiko dramatisch, ohne dass sich die Qualität des Netzes deutlich verbesserte. Der mexikanische Ferngesprächsmarkt ist bis heute nicht konsequent für andere Anbieter geöffnet, die Preise zählen zu den höchsten der Welt. Kritiker nehmen an, dass bei der Privatisierung von Telmex ebenso wie bei vielen anderen Privatisierungen unter Salinas Korruption im Spiel war. Telmex ist für Globalisierungskritiker das Paradebeispiel einer gescheiterten, zu einem Monopol führenden Privatisierung.
Telmex ist heute das bei weitem größte private Unternehmen Mexikos und dominiert die Mexikanische Börse, deren Vizepräsident Slim eine Zeit lang war. Das Unternehmen konnte sich gegen ausländische Konkurrenz behaupten und dehnte sich durch Investitionen in Lateinamerika weiter aus, insbesondere im Mobilfunksektor, der vom Tochterunternehmen América Móvil betrieben wird.
In den vergangenen Jahren investierten Slim und seine Gruppe zunehmend in den USA. So erwarben sie unter anderem Anteile an Philip Morris (heute Altria Group), OfficeMax und Saks. Seit Ende der 1990er Jahre besitzt Slim auch einen kleinen Teil der Aktien von Apple und anderen US-Unternehmen. Slim ist auch einer der wichtigsten Aktionäre des Fernsehunternehmens Televisa. Im September 2008 erwarb er 6,4 % an der New York Times Company. Im Januar 2009 erhöhte Slim seinen Anteil durch einen Kredit über 250 Mio. US-Dollar, der bei Fälligkeit im Jahr 2015 mit einer Kaufoption auf weitere elf Prozent der Anteile zu einem vorteilhaften Preis verbunden war. Bereits drei Jahre vor Fälligkeit des Darlehens zahlte das Verlagshaus den Kredit mit Zins und Vorfälligkeitsentschädigung im Jahre 2011 zurück. Slim übte 2015 seine Kaufoption auf 15,9 Mio. A-Aktien zu einem Preis von 101 Mio. US-Dollar aus. Dadurch ist er inzwischen Eigentümer von 16,8 % des Verlagshauses.
Im Juni 2012 erwarb das mexikanische Telekommunikationsunternehmen América Móvil 23 % der Anteile der Telekom Austria vom Investor Ronny Pecik und stockte seinen Anteil im Juli 2014 auf rund 51 % auf. Mit Stand vom 31. Dezember 2014 hält America Movil direkt und indirekt 59,7 % der Aktien, 28,42 % hält die Österreichische Bundes- und Industriebeteiligungen GmbH (ÖBIB) und die restlichen 11,88 % befinden sich in Streubesitz. Parallel hat Carlos Slim, auch bei seiner zweiten Beteiligung in Europa, der niederländischen KPN, weiter zugekauft. Der Anteil von América Móvil an der niederländischen KPN betrug im Juni 2012 29,8 %.
Den Unternehmen der Holdinggesellschaften von Slims Familie wurden nach Angaben des Wirtschaftsmagazins Forbes mehr als 5 Prozent der gesamten mexikanischen Wirtschaftsleistung im Jahr 2006 zugerechnet.

## Kritik
Slim wird kritisiert, da er sein Vermögen in einem Entwicklungsland akkumulierte, in dem das durchschnittliche Pro-Kopf-Einkommen 14.500 US-Dollar nicht überschreitet und 17 % der Bevölkerung in Armut leben. Slims Vermögen entspricht rund 5 % der jährlichen mexikanischen Wirtschaftsleistung. Sein Unternehmen Telmex tritt als Monopolist auf, der 90 % des mexikanischen Festnetzmarktes kontrolliert. Die von Telmex verrechneten Nutzungsgebühren sind laut OECD unter den weltweit höchsten.
Laut Celso Garrido, Ökonom an der Universidad Nacional Autónoma de México, verhindert die Marktmacht von Slims Unternehmen das Wachstum kleinerer Unternehmen, wodurch es zu einem Mangel an Arbeitsplätzen kommt, der für die Emigration aus Mexiko mitverantwortlich ist.

## Mäzenatentum

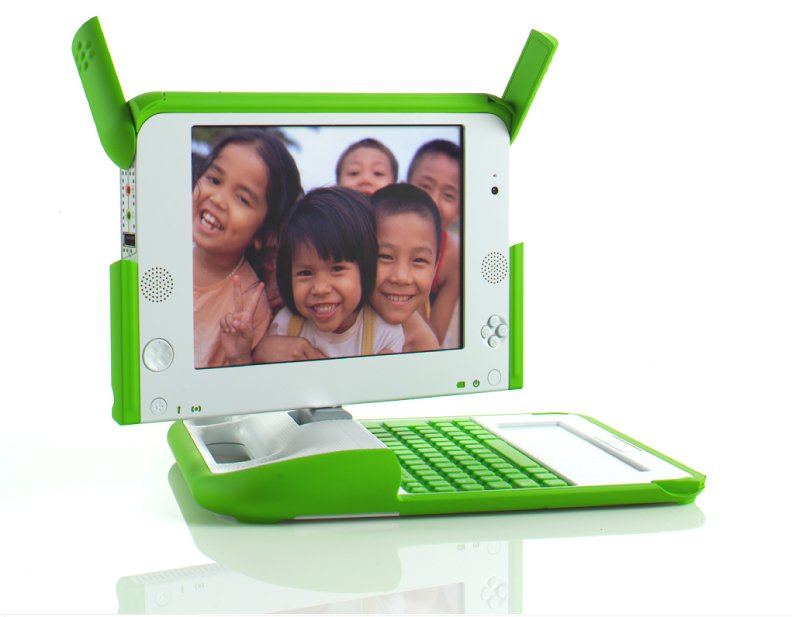
Der 100-Dollar-Laptop

Im Jahr 2000 organisierte Carlos Slim Helú die Gründung einer Stiftung zur Rettung und Wiederbelebung der historischen Altstadt von Mexiko-Stadt. Er ist seit 2001 Vorsitzender des Komitees für die Sanierung des historischen Zentrums.
2007 veröffentlichte Slim einen Plan, hunderttausende Laptops des Projektes One Laptop per Child an Kinder in Mexiko zu verschenken. Zu diesem Zweck wollte er noch 2007 70 Millionen US-Dollar für 250.000 Laptops investieren und 2008 weitere 500.000 Laptops erwerben. Es wurden von ihm 50.000 Stück bestellt. Slim geht dabei von einem durchschnittlichen Preis von 250 bis 300 US-Dollar pro Laptop aus. Die Geräte sollen zunächst an Schulen und Büchereien ausgegeben werden.
Slim eröffnet 2011 in seiner Heimatstadt Mexiko-Stadt ein neues Museum, um dort seine enorme Kunstsammlung im geschätzten Wert von rund 700 Millionen US-Dollar auszustellen. Der Museumsbau selbst soll etwa 34 Millionen US-Dollar gekostet haben.
Er unterstützt den umstrittenen konservativen Orden der Legionäre Christi und wurde sogar von deren kriminellen Gründer und Päderasten Marcial Maciel getraut. Diese römisch-katholische Kongregation steht unter anderem wegen ihrer finanziellen Verstrickungen unter Beobachtung durch den Heiligen Stuhl.

## Sonstiges
Das Vermögen von Carlos Slim stieg vornehmlich aufgrund der Kurssteigerungen seiner Beteiligungen an in Mexiko börsennotierten Unternehmen auf vom mexikanischen Magazin Sentido Común geschätzte 67,8 Mrd. US-Dollar, damit galt er zumindest für ein Jahr als der reichste Mann der Welt. Er löste damit den seit Jahren führenden Bill Gates als reichsten Mann der Welt ab. In seiner Liste The World’s Billionaires stufte das Forbes Magazine Slim 2015 als zweitreichsten Menschen der Welt mit einem Vermögen von 77,1 Mrd. US-Dollar ein, nur übertroffen von Bill Gates.
Daneben ist er führend für den Lateinamerikanischen Entwicklungsfonds aktiv, bei dem er sich schwerpunktmäßig um Investitionen in Infrastruktur, Gesundheitswesen und Bildung kümmert. 
Carlos Slim Helú hat ein Ferien-Domizil in San Bernardino am Lago Ypacarai in Paraguay.
Slim unterstützte den Nachwuchspiloten Bruno Senna (Neffe Ayrton Sennas), der damit in die Formel 1 aufgestiegen wäre.
Am 17. November 2012 erwarb Slim für zwei Millionen Euro 35 Prozent am spanischen Fußballverein Real Oviedo.